# Колычёво (Саратовская область)
Колычёво — село в Турковском районе Саратовской области России.

## География
Находится на правом берегу реки Хопёр, примерно в 19 километрах к северу от районного центра, посёлка Турки. В селе три улицы: Первомайская, Садовая, Хопёрская.

## Население
| 2002 | 2010 |
| ---- | ---- |
| 281  | ↘197 |

## История
Село Колычёво своим появлением обязано указу Петра I о наделении землями по рекам Медведица и Хопёр офицеров, прославившемся победой над шведами в 1709 году. Владельцем земель будущего Колычёво стал Степан Андреевич Колычёв (1674—1735). При жизни Степана Андреевича в Колычёве и Войновке насчитывалось около 60 домов, работало два кирпичных завода, маслозавод. После его смерти земли перешли к сыну Петру Степановичу Колычёву, затем к премьер-майору Фёдору Петровичу Колычёву (умер 11 ноября 1790 года) и его дочери Наталье Фёдоровне (07.06.1790—21.04.1860). После смерти Натальи Фёдоровны Колычёво перешло её сыну Михаилу Львовичу Боде. В 1875 году Михаилу Львовичу Боде было дозволено принять фамилию и герб Колычёвых и именоваться бароном Боде-Колычёвым.
В середине 19 века население составляло 735 человек и состояло из двух общин, которые имели до 115 десятин леса. Действовали 4 ветряные мельницы, поташный (щелочной) завод, сельская школа, волостное правление, с 1869 года — земское училище. В 1802 году построена деревянная церковь с колокольней. Главный престол освящён во имя Покрова Божией Матери, приделы во имя Архистратига Михаила и Святителя Николая и Алексея Божьего Человека.
В 1920 году возник Колычёвский Сельский Совет, в 1926 году организовано Товарищество по совместной обработке земли (ТОЗ), в 1928 году преобразованное в колхоз «Трудовик». Он позже был разделён на колхозы «Коммунар» и «Заветы Ильича». В 1930-е годы многие были раскулачены и высланы, многие репрессированы. В годы Великой Отечественной войны на фронт из села ушли около 200 человек. С войны не вернулись 83 человека. В 1967 году в честь них установлен обелиск.
1951 год образован из двух колхозов один — «им. Мичурина», в 1957 год он стал отделением совхоза «Перевесинский», а с 1968 г. отделением совхоза «Прихопёрский».
1958 г. село Колычёво стало частью Турковского района.